# Vileanivka, Kompaniivka
Vileanivka (în ucraineană Вільянівка) este un sat în comuna Harmanivka din raionul Kompaniivka, regiunea Kirovohrad, Ucraina.

## Demografie
Componența lingvistică a localității Vileanivka
     Ucraineană (100%)
Conform recensământului din 2001, toată populația localității Vileanivka era vorbitoare de ucraineană (100%).